# آمریتا پوری
آمریتا پوری (به انگلیسی: Amrita Puri) (زاده ۲۰ اوت ۱۹۸۳) بازیگر هندی است.
از فیلم‌هایی که وی در آن نقش داشته‌است می‌توان به عایشا، کای پو چی!، ۸۳، مگه دیوانه‌ای، خون‌بها و انگیزه اشاره کرد.